# Gerberoy
Gerberoy is een gemeente in het Franse departement Oise (regio Hauts-de-France) en telt 90 inwoners (2009). De plaats maakt deel uit van het arrondissement Beauvais. Het dorp is vooral bekend vanwege de rozen die er overal geteeld worden.
Het dorp is lid van de organisatie Les Plus Beaux Villages de France. Bezienswaardig:
- kerk: La Collégiale Saint-Pierre
- gemeentelijk museum met o.a. schilderijen van Henri le Sidaner
- de tuinen van Henri le Sidaner
- La Maison Bleue: het uithangbord van het dorp

## Geografie
De oppervlakte van Gerberoy bedraagt 4,5 km², de bevolkingsdichtheid is dus 20 inwoners per km².
De onderstaande kaart toont de ligging van Gerberoy met de belangrijkste infrastructuur en aangrenzende gemeenten.

## Demografie
Onderstaande figuur toont het verloop van het inwonertal (bron: INSEE-tellingen).

## Afbeeldingen

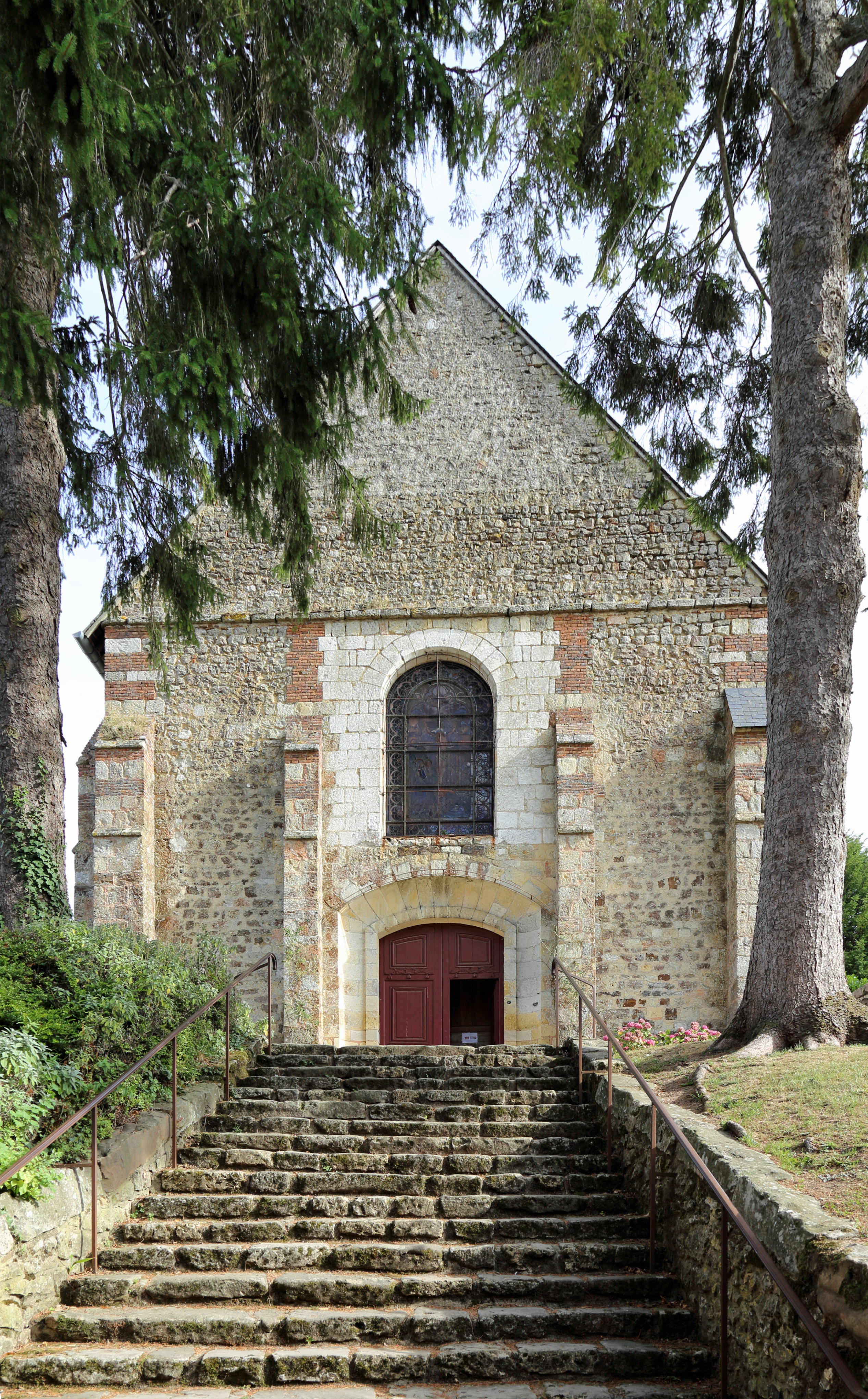
De Collégiale Saint-Pierre
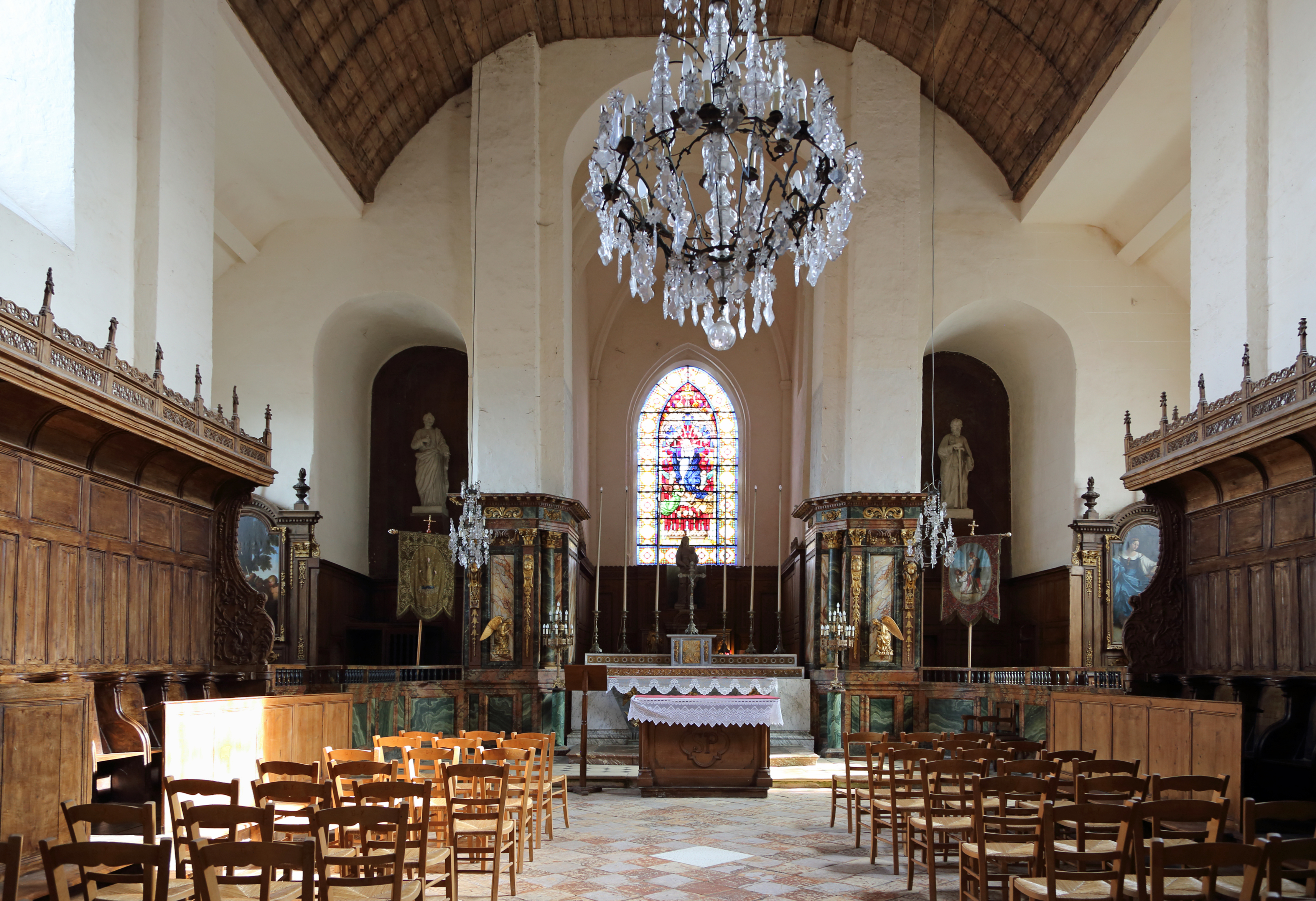
Interieur van de Collégiale Saint-Pierre
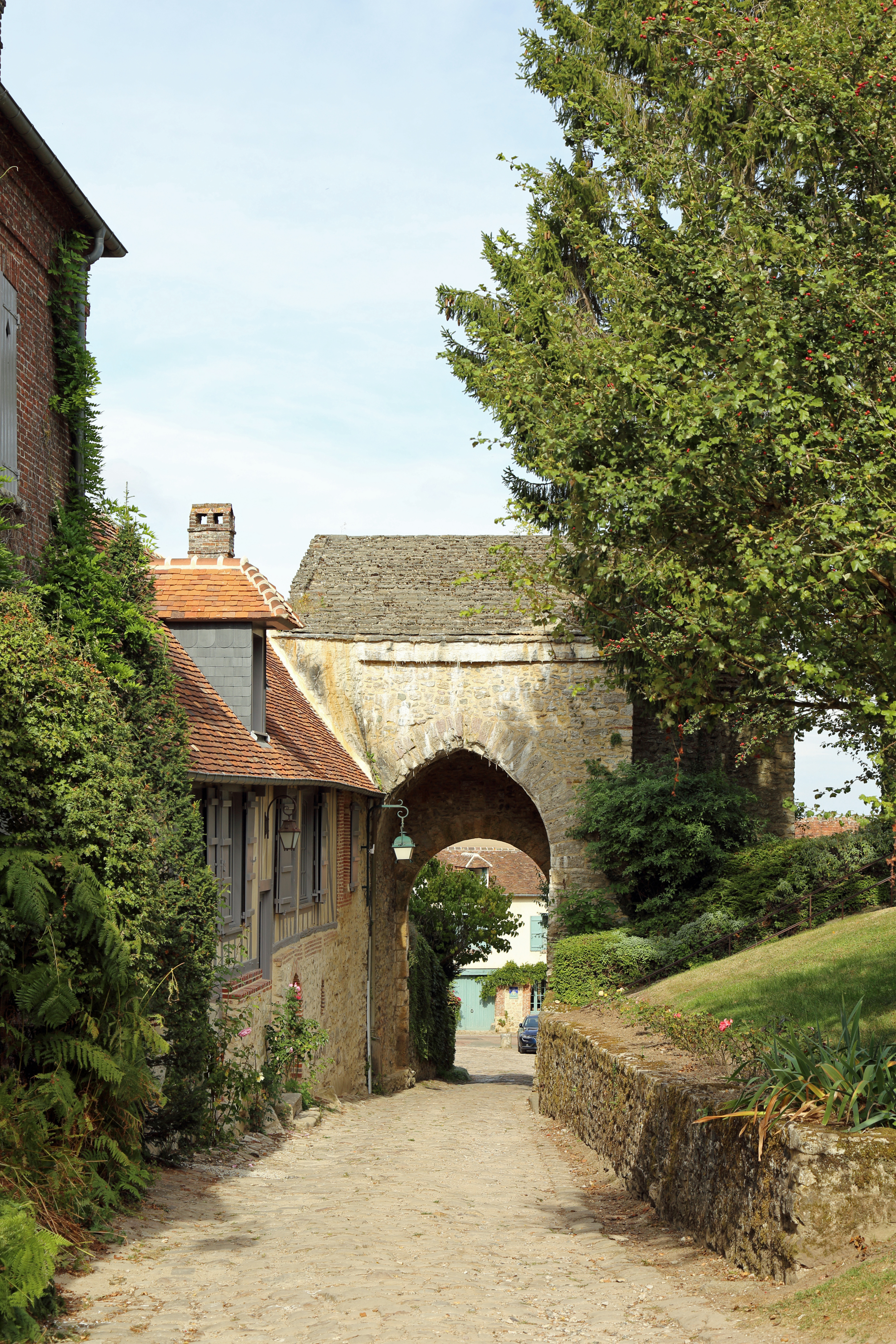
De Tour-Porte (voormalige kasteelpoort)
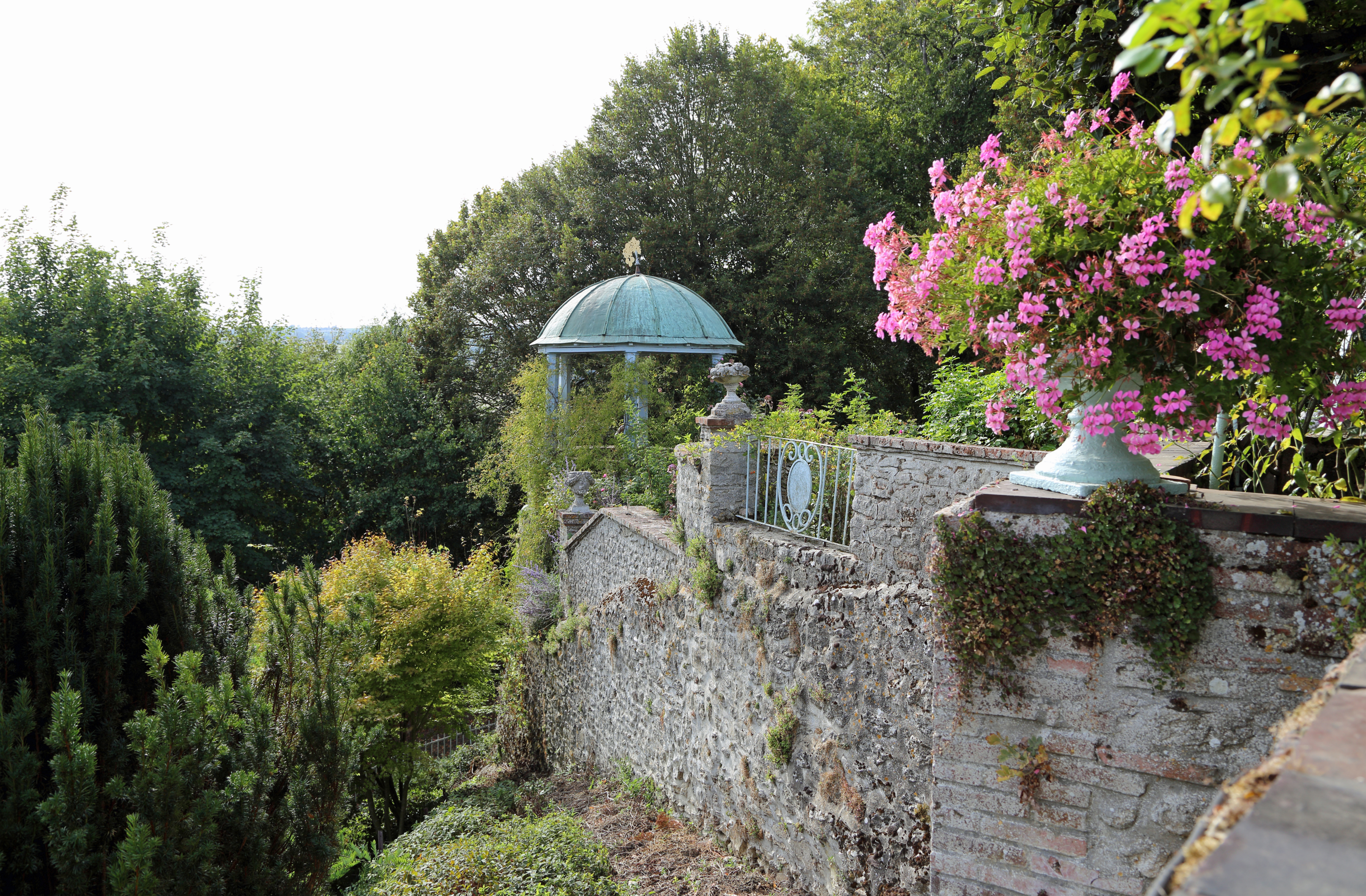
Tuinen van Henri Le Sidaner
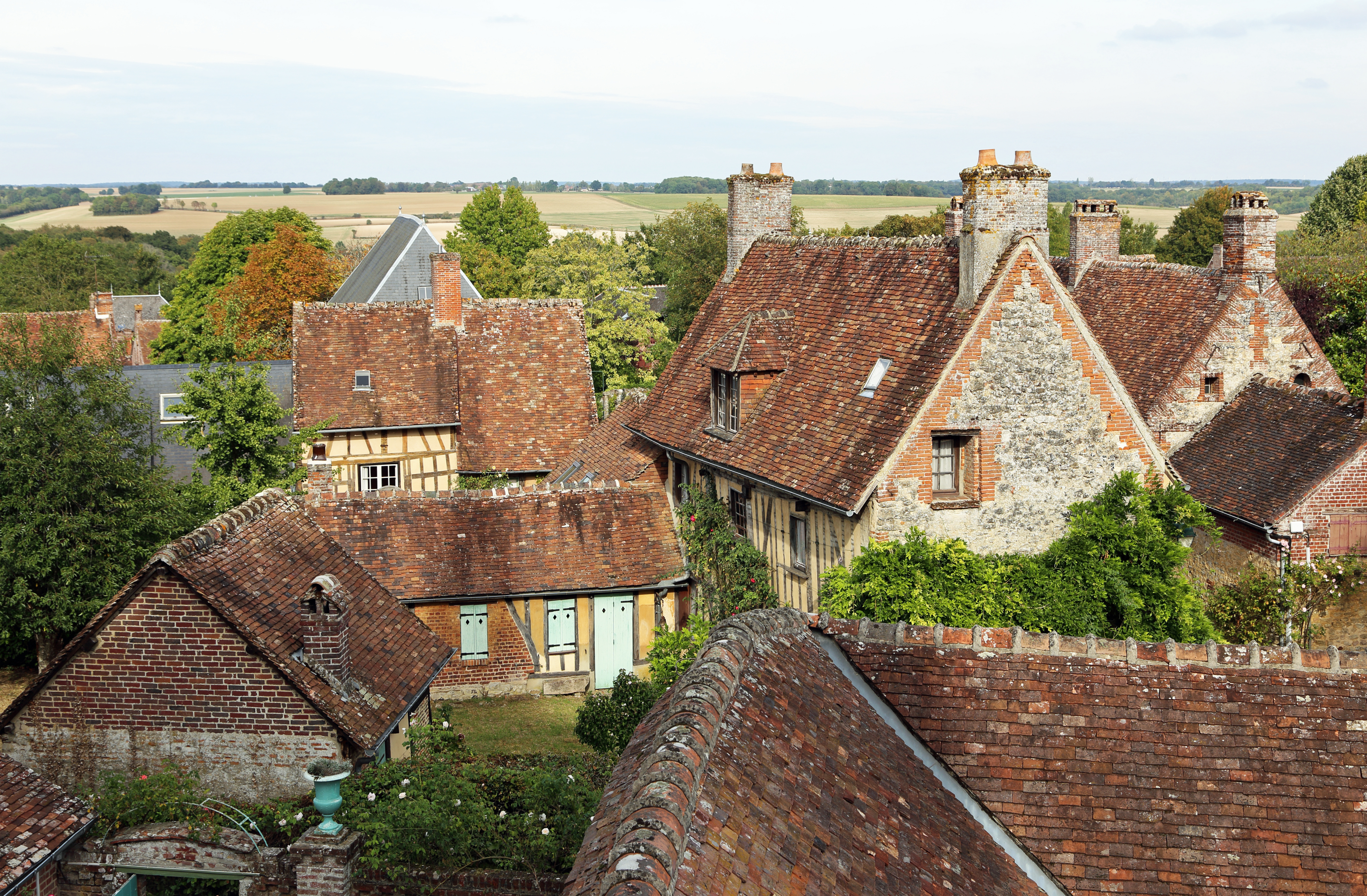
Daken van Gerberoy